# Irlandese al 57%
Irlandese al 57% (The Deportees and Other Stories) è un libro del 2007 di Roddy Doyle.
Esso è composto da otto racconti scritti originariamente per il Metro Éireann, giornale multiculturale che si rivolge alla popolazione immigrata e che racconta delle loro esperienze. Le storie narrano, in tono spesso ironico, il fenomeno dell'immigrazione, visto sia dal punto di vista degli irlandesi 100% che da quello degli immigrati di prima o seconda generazione.

## Edizioni
- Roddy Doyle, Irlandese al 57%, collana Narratori della Fenice, Guanda, 2009,  p. 276, ISBN 978-88-6088-866-2.